# Castelo de Paiva
Castelo de Paiva és un municipi portuguès, situat al districte d'Aveiro, a la regió del Nord i a la Subregió del Tâmega. L'any 2006 tenia 16.968 habitants. Es divideix en 9 freguesies. Limita al nord amb Penafiel i Marco de Canaveses, a l'est amb Cinfães, al sud amb Arouca i a l'oest amb Gondomar.
| Població del concelho de Castelo de Paiva (1801 – 2004) | Població del concelho de Castelo de Paiva (1801 – 2004) | Població del concelho de Castelo de Paiva (1801 – 2004) | Població del concelho de Castelo de Paiva (1801 – 2004) | Població del concelho de Castelo de Paiva (1801 – 2004) | Població del concelho de Castelo de Paiva (1801 – 2004) | Població del concelho de Castelo de Paiva (1801 – 2004) | Població del concelho de Castelo de Paiva (1801 – 2004) | Població del concelho de Castelo de Paiva (1801 – 2004) |
| ------------------------------------------------------- | ------------------------------------------------------- | ------------------------------------------------------- | ------------------------------------------------------- | ------------------------------------------------------- | ------------------------------------------------------- | ------------------------------------------------------- | ------------------------------------------------------- | ------------------------------------------------------- |
| 1801                                                    | 1849                                                    | 1900                                                    | 1930                                                    | 1960                                                    | 1981                                                    | 1991                                                    | 2001                                                    | 2004                                                    |
| 6691                                                    | 7586                                                    | 9728                                                    | 11450                                                   | 17756                                                   | 17026                                                   | 16515                                                   | 17338                                                   | 17089                                                   |

## Freguesies

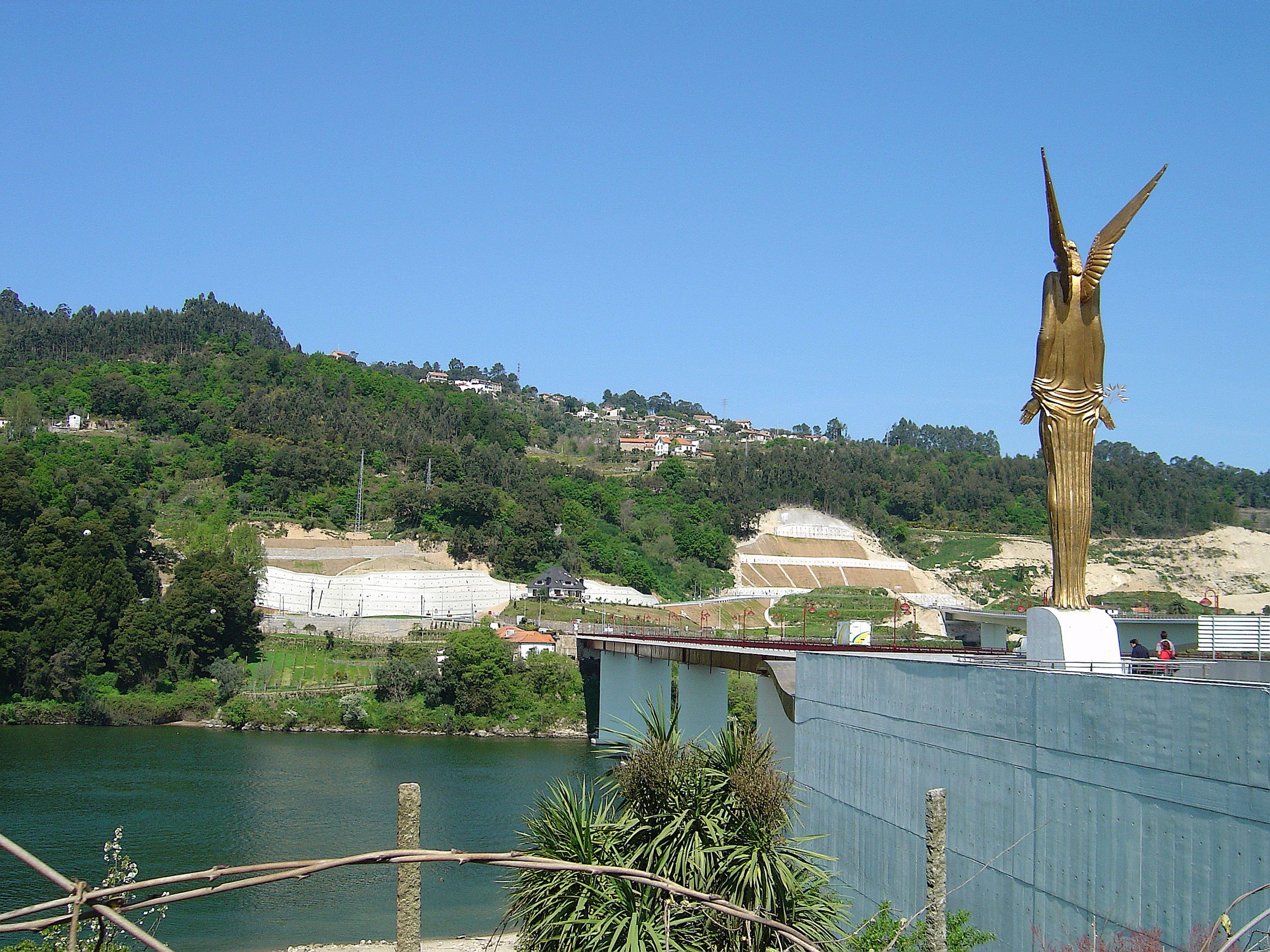
Monument als morts de la tragèdia d'Entre-os-Rios

- Bairros
- Fornos
- Paraíso
- Pedorido
- Raiva
- Real
- Santa Maria de Sardoura
- São Martinho de Sardoura
- Sobrado